# 林巧稚纪念馆
林巧稚纪念馆是一座为纪念中国现代妇产科学奠基人之一、著名妇产科专家林巧稚大夫而建立的纪念馆。该馆坐落于风景秀丽的毓园内，毓园以“生育、养育”之意命名，纪念馆于1984年建成。2016年获评为全国妇女爱国主义教育基地。